# Danilla Riyadi
Danilla Riyadi lub Danilla, właśc. Danilla Jelita Poetri Riyadi (ur. 12 lutego 1990 w Dżakarcie) – indonezyjska piosenkarka.
Przez indonezyjskie wydanie magazynu „Rolling Stone” została określona jako objawienie roku 2014 (Best New Act).

## Dyskografia
Albumy studyjne
- 2014: Telisik
- 2017: Lintasan Waktu
- 2022: Pop Seblay